# تربیتس
تربیتس (به آلمانی: Trebitz) یک منطقهٔ مسکونی در آلمان است که در باد اشمیدبرگ واقع شده‌است. تربیتس ۱٬۲۸۲ نفر جمعیت دارد.